# Ostrožská Nová Ves
Ostrožská Nová Ves (jusqu'en 1924 : Nová Ves u Ostrohu ; en allemand : Neudorf) est une commune du district d'Uherské Hradiště, dans la région de Zlín, en Tchéquie. Sa population s'élevait à 3 488 habitants en 2020.

## Géographie
Ostrožská Nová Ves se trouve à 8 km au sud-ouest d'Uherské Hradiště, à 30 km au sud-ouest de Zlín, à 65 km à l'est-sud-est de Brno et à 248 km au sud-est de Prague.
La commune est limitée par Nedakonice et Kostelany nad Moravou au nord-ouest, par Kunovice au nord et à l'est, par Hluk à l'est, par Ostrožská Lhota au sud et par Uherský Ostroh au sud et à l'ouest.

## Histoire
La première mention écrite du village date de 1258.